# (980) Anacostia
(980) Anacostia ist ein Asteroid des Hauptgürtels, der am 21. November 1921 vom US-amerikanischen Astronomen George Henry Peters entdeckt wurde.
Der Asteroid wurde nach dem berühmten Viertel Anacostia (und dem Fluss Anacostia River) im Südosten von Washington, D.C. benannt.